# Trophorne
Trophorne (Fries: Tropherne of Trophorne) is een buurtschap in de gemeente De Friese Meren, in de Nederlandse provincie Friesland. Trophorne ligt tussen Woudsend en Koudum en bestaat uit een groepje boerderijen aan de gelijknamige weg.
Trophorne werd in 1511 vermeld als Traphorne en 1718 als Trophorne. De plaatsnaam zou duiden op een hoek al dan niet van een dijk. Tot 1983 behoorde Trophorne bij de gemeente Hemelumer Oldeferd (dat tot 1956  Hemelumer Oldephaert en Noordwolde was geheten) en daarna tot 1 januari 2014 tot de gemeente Gaasterland-Sloten.
Hoofdplaats: Joure     Stad: Sloten

Dorpen en gehuchten: Akmarijp · Bakhuizen · Balk · Bantega · Boornzwaag · Broek · Delfstrahuizen · Dijken · Doniaga · Echten · Echtenerbrug · Eesterga · Elahuizen · Follega · Goingarijp · Harich · Haskerhorne · Idskenhuizen · Kolderwolde · Langweer · Legemeer · Lemmer · Mirns · Nijehaske · Nijemirdum · Oldeouwer · Oosterzee · Oudega · Oudehaske · Oudemirdum · Ouwster-Nijega · Ouwsterhaule · Rijs · Rohel · Rotstergaast · Rotsterhaule · Rottum · Ruigahuizen · Scharsterbrug · Sint Nicolaasga · Sintjohannesga · Snikzwaag · Sondel · Terhorne · Terkaple · Teroele · Tjerkgaast · Vegelinsoord · Wijckel

Buurtschappen: Ballingbuur · Bargebek · Boornzwaag over de Wielen · Brekkenpolder · Commissiepolle · De Rijlst · Delburen · Finkeburen · Heide · Hooibergen · Nieuw Amerika · Onland · Schoterzijl (deels) · Schouw · Spannenburg · Tacozijl · Trophorne · Tweehuis · Vierhuis · Vrisburen · Westerend-Harich · Zevenbuurt

Friesland: Steden en dorpen      Nederland: Provincies · Gemeenten